# IIHF Challenge Cup of Asia 2020
IIHF Challenge Cup of Asia 2020 byl naplánovaný turnaj v ledním hokeji, který se měl konat od 27. dubna do 1. května 2020 v Singapuru. Do turnaje se přihlásilo šest mužstev, které byly zařazeny do jedné skupiny. Turnaj se neuskutečnil z důvodu pandemie covidu-19.

## Přihlášení
Z předchozího ročníku se nepřihlásila Malajsie, která se přihlásila do Mistrovství světa a Omán.
| Mongolsko | vítěz z roku 2019    |
| Filipíny  | 2. místo v roce 2019 |
| Singapur  | 3. místo v roce 2019 |
| Indonésie | 5. místo v roce 2019 |
| Macao     | 6. místo v roce 2019 |
| Indie     | 9. místo v roce 2018 |